# Parchowski Młyn
Parchowski Młyn (dodatkowa nazwa w j. kaszub. Parchòwsczi Młin) – przysiółek wsi Parchowo w Polsce, położony w województwie pomorskim, w powiecie bytowskim, w gminie Parchowo, na zachodnim skraju Pojezierza Kaszubskiego, przy drodze wojewódzkiej nr 228.
W latach 1975–1998 przysiółek administracyjnie należał do województwa słupskiego.
Przed 1920 Parchowski Młyn nosił nazwę niemiecką Parchauer Mühle, dawniej Wonsiernitsche Mühle.